# Copa Roca
Die Copa Roca ist ein erstmals 1914 zwischen Argentinien und Brasilien ausgetragener Fußballwettbewerb. 2011 wurde der Wettbewerb nach jahrzehntelanger Unterbrechung unter der Bezeichnung Superclássico das Américas, spanisch Superclásico de las Américas, alternativ auch Copa Dr. Nicolás Leoz, wiederbelebt. Brasilien gewann bis jetzt den Vergleich zwölfmal, während Argentinien die Trophäe sechsmal für sich eroberte. 1971 ging das Duell erstmals mit einem Unentschieden aus und beide teilten sich den Erfolg.

## Geschichte

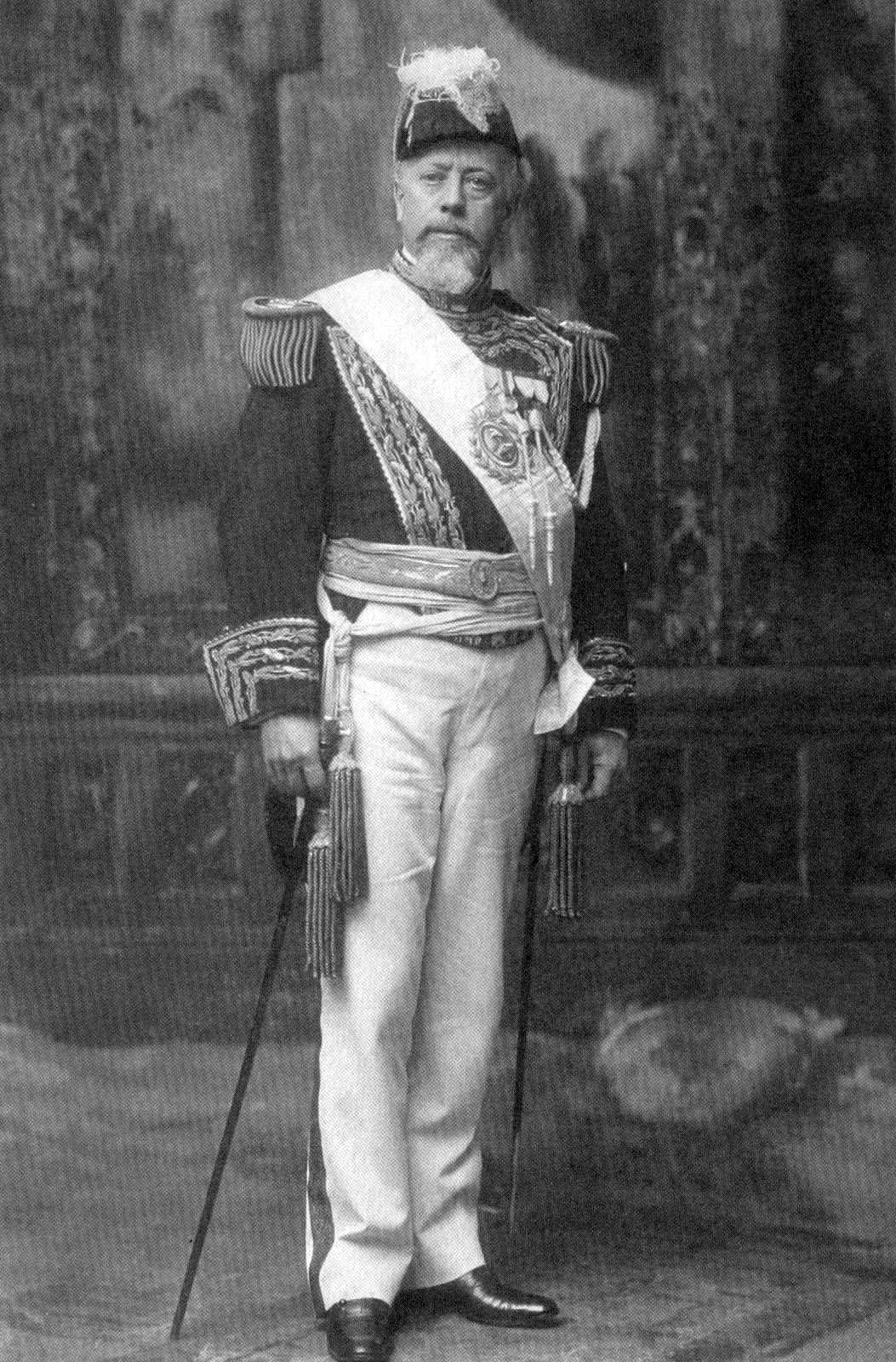
Julio Argentino Roca als Präsident

Der Wettbewerb wurde 1913 vom damaligen argentinischen Botschafter in Brasilien und ehemaligen Präsidenten des Landes Julio Argentino Roca ins Leben gerufen, der ihm auch den Namen gab. Der Pokal sollte abwechselnd in Brasilien und Argentinien ausgetragen werden.
Julio Argentino Roca spendete dem argentinischen Fußballverband Federación Argentina de Football (FAF) die Trophäe, und es wurde ausgemacht, dass der Wettbewerb in drei aufeinanderfolgenden Jahren ausgespielt werden sollte. Das Land mit zwei Siegen sollte den Pokal behalten. Brasilien gewann die erste Austragung mit einem 1:0-Sieg am 27. September 1914 in Buenos Aires. 1915 schloss sich jedoch die FAF mit der AAF, der Asociación Argentina de Football zusammen, und die geplanten folgenden Spiele wurden nicht mehr ausgetragen.
Die nächste Copa Roca fand erst 1922 statt. Brasilien gewann diesmal mit 2:1 am 22. Oktober in São Paulo und konnte daher trotz des 2:0-Sieges von Argentinien im Dezember 1923 die Trophäe behalten.
1938 entschlossen sich beide Fußballverbände, den Wettbewerb erneut zu organisieren. Die geänderten Regeln sahen ein Turnier vor, in dem der Sieger in 2 Spielen ermittelt werden sollte. Bei Gleichstand an Siegen oder zwei Unentschieden war ein Entscheidungsspiel vorgesehen. Am 15. Januar 1939 gewann Argentinien die erste Begegnung in Rio de Janeiro mit 5:1. Das folgende Spiel verlief sehr turbulent und mit vielen Zwischenfällen. Nachdem der Schiedsrichter beim Stand von 2:2 Brasilien einen Strafstoß zugesprochen hatte, verließ das argentinische Team aus Protest das Spielfeld. Die brasilianische Mannschaft erzielte dann, nachdem die Argentinier schon das Feld verlassen hatten, noch das dritte Tor und gewann damit das Spiel mit 3:2.
Das Entscheidungsspiel sollte eigentlich noch im Januar 1939 stattfinden, wurde allerdings aufgrund der Zwischenfälle auf Februar 1940 verschoben. Am 18. Februar 1940 trennten sich die beiden Mannschaften in São Paulo mit 2:2, und so musste noch ein viertes Spiel ausgetragen werden. Argentinien gewann dieses am 25. Februar 1940 mit 3:0 und war damit Turniersieger.
Das für 1940 in Argentinien geplante Turnier fand gleich anschließend statt. Das erste Spiel am 5. März in Buenos Aires gewann die argentinische Nationalmannschaft mit 6:1. Die folgende Begegnung hatte Brasilien mit 3:2 für sich entschieden, ehe Argentinien am 17. März mit einem 5:1-Sieg den Turniersieg errang.
Brasilien gewann alle folgenden Turniere, mit Ausnahme von 1971. Nach einem 1:1 am 28. Juli und einem 2:2 am 31. Juli teilten sich in diesem Jahr Brasilien und Argentinien den Titel. Eine Fußnote verdient das erste Spiel von 1957 im Maracanã von Rio: Hier gab der junge Pelé sein Debüt in der Nationalmannschaft von Brasilien.
2011 wurde das geschichtsträchtige Turnier nach 35 Jahren Unterbrechung unter dem Namen Superclássico das Américas (spanisch Superclásico de las Américas), alternativ auch Copa Dr. Nicolas Leoz, wiederbelebt. Dabei müssen die Spieler in den Ligen Argentiniens und Brasiliens aktiv sein, da die Spiele nicht an Tagen, die von der FIFA für Länderspiele reserviert sind, stattfinden. Erstmals fanden die Spiele auch nicht mehr in klassischen Metropolen statt. In den beiden Spielen in Córdoba und Belém gewann Brasilien den ersten Vergleich unter der neuen Nomenklatur.
2014 gab es zwei Besonderheiten: Das Treffen fand aus Werbegründen in Peking in der Volksrepublik China statt, und aufgrund einer FIFA-Länderspielpause konnten auch Spieler aus den europäischen Ligen antreten. Auch die Austragung am 9. Juni 2017 im australischen Melbourne fiel in eine Länderspielpause. Das folgende Spiel im Jahre 2018 fand im saudi-arabischen Dschidda statt. Auch an dieser Partie durften wieder Spieler teilnehmen, die nicht in Brasilien oder Argentinien aktiv waren.

## Die Spiele

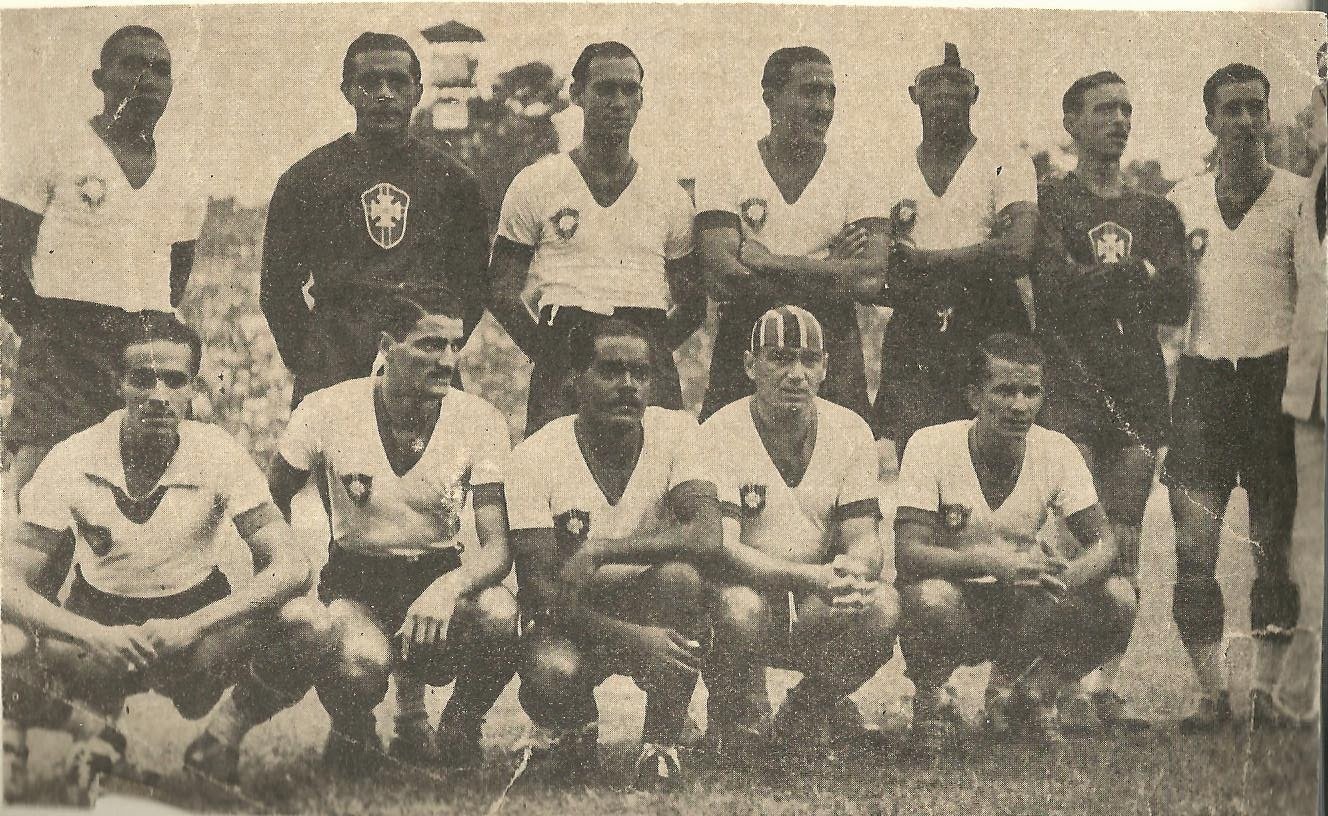
Mannschaft Brasiliens vor der Austragung am 18. Februar 1940

| Jahr                         | Sieger                    | Datum              | Austragungsort  | Spiele      | Spiele      | Spiele         |
| Copa Roca                    | Copa Roca                 | Copa Roca          | Copa Roca       | Copa Roca   | Copa Roca   | Copa Roca      |
| ---------------------------- | ------------------------- | ------------------ | --------------- | ----------- | ----------- | -------------- |
| 1914                         | Brasilien                 | 27. September 1914 | Buenos Aires    | Argentinien | Brasilien   | 0:1            |
| 1922                         | Brasilien                 | 22. Oktober 1922   | São Paulo       | Brasilien   | Argentinien | 2:1            |
| 1923                         | Argentinien               | 9. Dezember 1923   | Buenos Aires    | Argentinien | Brasilien   | 2:0            |
| 1939/40                      | Argentinien               | 15. Januar 1939    | Rio de Janeiro  | Brasilien   | Argentinien | 1:5            |
| 1939/40                      | Argentinien               | 22. Januar 1939    | Rio de Janeiro  | Brasilien   | Argentinien | 3:2            |
| 1939/40                      | Argentinien               | 18. Februar 1940   | São Paulo       | Brasilien   | Argentinien | 2:2. n. V.     |
| 1939/40                      | Argentinien               | 25. Februar 1940   | São Paulo       | Brasilien   | Argentinien | 0:3            |
| 1940                         | Argentinien               | 5. März 1940       | Buenos Aires    | Argentinien | Brasilien   | 6:1            |
| 1940                         | Argentinien               | 10. März 1940      | Buenos Aires    | Argentinien | Brasilien   | 2:3            |
| 1940                         | Argentinien               | 17. März 1940      | Buenos Aires    | Argentinien | Brasilien   | 5:1            |
| 1945                         | Brasilien                 | 16. Dezember 1945  | São Paulo       | Brasilien   | Argentinien | 3:4            |
| 1945                         | Brasilien                 | 20. Dezember 1945  | Rio de Janeiro  | Brasilien   | Argentinien | 6:2            |
| 1945                         | Brasilien                 | 23. Dezember 1945  | Rio de Janeiro  | Brasilien   | Argentinien | 3:1            |
| 1957                         | Brasilien                 | 7. Juli 1957       | Rio de Janeiro  | Brasilien   | Argentinien | 1:2            |
| 1957                         | Brasilien                 | 10. Juli 1957      | São Paulo       | Brasilien   | Argentinien | 2:0. n. V.     |
| 1960                         | Brasilien                 | 26. Mai 1960       | Buenos Aires    | Argentinien | Brasilien   | 4:2            |
| 1960                         | Brasilien                 | 29. Mai 1960       | Buenos Aires    | Argentinien | Brasilien   | 1:4. n. V.     |
| 1963                         | Brasilien                 | 13. April 1963     | São Paulo       | Brasilien   | Argentinien | 2:3            |
| 1963                         | Brasilien                 | 16. April 1963     | Rio de Janeiro  | Brasilien   | Argentinien | 5:2. n. V.     |
| 1971                         | Brasilien und Argentinien | 28. Juli 1971      | Buenos Aires    | Argentinien | Brasilien   | 1:1            |
| 1971                         | Brasilien und Argentinien | 31. Juli 1971      | Buenos Aires    | Argentinien | Brasilien   | 2:2. n. V.     |
| 1976                         | Brasilien                 | 27. Februar 1976   | Buenos Aires    | Argentinien | Brasilien   | 1:2            |
| 1976                         | Brasilien                 | 19. Mai 1976       | Rio de Janeiro  | Brasilien   | Argentinien | 2:0            |
| Superclásico de las Américas |                           |                    |                 |             |             |                |
| 2011                         | Brasilien                 | 14. September 2011 | Córdoba         | Argentinien | Brasilien   | 0:0            |
| 2011                         | Brasilien                 | 28. September 2011 | Belém           | Brasilien   | Argentinien | 2:0            |
| 2012                         | Brasilien                 | 19. September 2012 | Goiânia         | Brasilien   | Argentinien | 2:1            |
| 2012                         | Brasilien                 | 3. Oktober 2012    | Resistencia     | Argentinien | Brasilien   | ausgefallen*   |
| 2012                         | Brasilien                 | 21. November 2012  | Buenos Aires    | Argentinien | Brasilien   | 2:1, 3:4 i. E. |
| 2014                         | Brasilien                 | 11. Oktober 2014   | Peking (CHN)    | Brasilien   | Argentinien | 2:0            |
| 2017                         | Argentinien               | 9. Juni 2017       | Melbourne (AUS) | Brasilien   | Argentinien | 0:1            |
| 2018                         | Brasilien                 | 16. Oktober 2018   | Dschidda (SAU)  | Brasilien   | Argentinien | 1:0            |
| 2019                         | Argentinien               | 15. November 2019  | Riad (SAU)      | Brasilien   | Argentinien | 0:1            |

- Das Spiel in Resistencia konnte wegen Lichtausfalls im Stadion nicht stattfinden.